# Handball-Regionalliga 2009/10
Die Handball-Regionalliga 2009/10 war die letzte Saison der Handball-Regionalliga, bevor sie durch die neue 3. Liga ersetzt wurde. Sie wurde wie in den Vorjahren in 5 Staffeln ausgespielt, die jeweils durch ihren Regionalverband organisiert wurden. Die Meister aller 5 Ligen stiegen in die 2. Handball-Bundesliga auf. Die Mannschaften auf den Plätzen 2–10 aller Regionalligen qualifizierten sich für die 3. Liga.

## Regionalliga Nord
Die Regionalliga Nord umfasste das Gebiet des Regionalverbandes Nord, also hauptsächlich Vereine aus den Bundesländern Bremen, Niedersachsen und Sachsen-Anhalt. In diesem Jahr kamen 10 Vereine aus dem Bundesland Niedersachsen, 6 Vereine aus Sachsen-Anhalt. Der erste Spieltag fand am 4. September 2009 statt, der letzte Spieltag fand am 1. Mai 2010 statt.
Die Regionalliga Nord startete mit 6 Veränderungen gegenüber dem Vorjahr: Aufsteiger waren der HSV Naumburg-Stößen (Vizemeister der Oberliga Sachsen-Anhalt 2008/2009, man profitierte vom Verzicht des Meisters SG Spergau), die SG Achim/Baden (Meister der Oberliga Nordsee), HF Springe (Meister Oberliga Niedersachsen) und TV Neerstedt (Dritter der Oberliga Niedersachsen). Aurich und Bremervörde stiegen jeweils mit nur 12 Punkten aus der 2. Bundesliga Nord 2008/2009 in die Regionalliga Nord ab.
Der HC Aschersleben holte sich die Meisterschaft und stieg in die 2. Bundesliga auf. Neben den Vereinen auf den Plätzen 2–10 qualifizierten sich auch noch zwei weitere Vereine aus dem Gebiet der Regionalliga Nord für die 3. Liga. Während die Meister der Oberligen Nordsee (Vizemeister TSG Hatten-Sandkrug, da der ATSV Habenhausen verzichtete) und Niedersachsen (Lehrter SV) direkt aufstiegen, verlor der Meister der Oberliga Sachsen-Anhalt (SV Oebisfelde 1895) die Relegation gegen den Meister der Oberliga Sachsen (SC DHfK Leipzig). Regionalliga-Absteiger aus Sachsen-Anhalt wurden in die neue Oberliga Mitteldeutschland eingegliedert.

### Tabelle

Landkarte Regionalligen: Nordost, Nord, West, Südwest und Süd.

| Pl. | Verein                  | Sp. | S  | U | N  | Tore      | Diff. | Pkt.  |
| --- | ----------------------- | --- | -- | - | -- | --------- | ----- | ----- |
| 01. | HC Aschersleben         | 30  | 18 | 6 | 6  | 0933:8810 | 0+52  | 42:18 |
| 02. | VfL Fredenbeck          | 30  | 17 | 6 | 7  | 0899:8600 | 0+39  | 40:20 |
| 03. | HF Springe (N)          | 30  | 18 | 2 | 10 | 0933:8490 | 0+84  | 38:22 |
| 04. | TV Jahn Duderstadt      | 30  | 17 | 3 | 10 | 0905:8420 | 0+63  | 37:23 |
| 05. | OHV Aurich (A)          | 30  | 17 | 3 | 10 | 0883:8570 | 0+26  | 37:23 |
| 06. | HG 85 Köthen            | 30  | 15 | 6 | 9  | 0821:7570 | 0+64  | 36:24 |
| 07. | HC Einheit Halle        | 30  | 16 | 2 | 12 | 0961:9170 | 0+44  | 34:26 |
| 08. | SV Beckdorf             | 30  | 16 | 2 | 12 | 0897:9130 | 0−16  | 34:26 |
| 09. | HSG Barnstorf-Diepholz  | 30  | 15 | 3 | 12 | 0892:8490 | 0+43  | 33:27 |
| 10. | TG 1860 Münden          | 30  | 15 | 2 | 13 | 0909:8810 | 0+28  | 32:28 |
| 11. | SG Achim/Baden (N)      | 30  | 14 | 3 | 13 | 0862:8440 | 0+18  | 31:29 |
| 12. | TV Neerstedt (N)        | 30  | 9  | 3 | 18 | 0935:9900 | 0−55  | 21:39 |
| 13. | HSG Wolfen 2000         | 30  | 8  | 4 | 18 | 0846:9310 | 0−85  | 20:40 |
| 14. | SG Eintracht Glinde     | 30  | 7  | 4 | 19 | 0870:9510 | 0−81  | 18:42 |
| 15. | TSV Bremervörde (A)     | 30  | 7  | 1 | 22 | 0876:9630 | 0−87  | 15:45 |
| 16. | HSV Naumburg-Stößen (N) | 30  | 5  | 2 | 23 | 0882:1019 | −137  | 12:48 |

| Legende | Legende                            |
| ------- | ---------------------------------- |
|         | Aufsteiger in die 2. Bundesliga    |
|         | Qualifikation für die neue 3. Liga |
|         | Absteiger in die Oberliga          |
| (A)     | Absteiger aus der 2. Bundesliga    |
| (N)     | Aufsteiger aus der Oberliga        |

## Regionalliga Nordost
Die Regionalliga Nordost umfasste das Gebiet des Nordostdeutschen Handballverbandes. Die Vereine kamen also hauptsächlich aus den Bundesländern Schleswig-Holstein, Hamburg, Mecklenburg-Vorpommern, Brandenburg und Berlin.
Da es in der Saison 2008/2009 keine Absteiger aus der 2. Bundesliga gab, gab es nur 4 Veränderungen gegenüber der Vorsaison: Die zweite Mannschaft der Füchse Berlin (Meister Oberliga Berlin/Brandenburg), die zweite Mannschaft des SV Post Schwerin (Meister Oberliga Mecklenburg-Vorpommern), TSV Ellerbek (Meister Oberliga Hamburg) sowie die zweite Mannschaft des THW Kiel (Meister Oberliga Schleswig-Holstein) waren die Aufsteiger in die Regionalliga Nordost 2009/2010. Mit 4 zweiten Mannschaften von Bundesligisten stellte die Regionalliga Nordost die meisten aller 5 Regionalligen. In dieser Saison kamen 7 Vereine aus Schleswig-Holstein, 2 Vereine aus Berlin, 5 Vereine aus Mecklenburg-Vorpommern und 2 Vereine aus Brandenburg. Das Bundesland Hamburg stellte keinen Verein (zwei Vereine aus Schleswig-Holstein gehörten allerdings dem Hamburger Handball-Verband an).
Die Reinickendorfer Füchse II holten sich den Meistertitel und schafften somit den Durchmarsch in die 2. Bundesliga. Aus den Oberligen stiegen zwei Vereine des Nordostdeutschen Handballverbandes in die 3. Liga auf. Die Mannschaften auf den Plätzen 11–16 stiegen in die neugegründeten Oberligen Hamburg/Schleswig-Holstein und Ostsee-Spree ab.

### Tabelle
| Pl. | Verein                           | Sp. | S  | U | N  | Tore    | Diff. | Pkt.  |
| --- | -------------------------------- | --- | -- | - | -- | ------- | ----- | ----- |
| 01. | Reinickendorfer Füchse II (N)    | 30  | 27 | 1 | 2  | 995:786 | +209  | 55:50 |
| 02. | HSV Insel Usedom                 | 30  | 23 | 4 | 3  | 869:757 | +112  | 50:10 |
| 03. | HSG Tarp-Wanderup                | 30  | 24 | 1 | 5  | 953:832 | +121  | 49:11 |
| 04. | HSV Peenetal Loitz               | 30  | 17 | 2 | 11 | 885:888 | 0−3   | 36:24 |
| 05. | SG Kropp-Tetenhusen-Dithmarschen | 30  | 16 | 2 | 12 | 823:795 | 0+28  | 34:26 |
| 06. | Bad Doberaner SV                 | 30  | 14 | 5 | 11 | 793:798 | 0−5   | 33:27 |
| 07. | BFC Preussen                     | 30  | 15 | 2 | 13 | 942:923 | 0+19  | 32:28 |
| 08. | SG Flensburg-Handewitt II        | 30  | 13 | 5 | 12 | 849:802 | 0+47  | 31:29 |
| 09. | THW Kiel II (N)                  | 30  | 13 | 3 | 14 | 849:852 | 0−3   | 29:31 |
| 10. | Oranienburger HC                 | 30  | 10 | 8 | 12 | 838:847 | 0−9   | 28:32 |
| 11. | TSV Ellerbek (N)                 | 30  | 12 | 1 | 17 | 835:894 | 0−59  | 25:35 |
| 12. | DHK Flensborg                    | 30  | 11 | 1 | 18 | 899:931 | 0−32  | 23:37 |
| 13. | Bramstedter TS                   | 30  | 9  | 3 | 18 | 878:941 | 0−63  | 21:39 |
| 14. | SV Fortuna ’50 Neubrandenburg    | 30  | 5  | 3 | 22 | 716:815 | 0−99  | 13:47 |
| 15. | SV Post Schwerin II (N)          | 30  | 6  | 1 | 23 | 835:962 | −127  | 13:47 |
| 16. | LHC Cottbus                      | 30  | 3  | 2 | 25 | 758:894 | −136  | 08:52 |

| Legende | Legende                            |
| ------- | ---------------------------------- |
|         | Aufsteiger in die 2. Bundesliga    |
|         | Qualifikation für die neue 3. Liga |
|         | Absteiger in die Oberliga          |
| (N)     | Aufsteiger aus der Oberliga        |

## Regionalliga West
Hauptartikel: Handball-Regionalliga West 2009/10

### Tabelle
| Pl. | Verein                        | Sp. | S  | U | N  | Tore      | Diff. | Pkt.  |
| --- | ----------------------------- | --- | -- | - | -- | --------- | ----- | ----- |
| 01. | OSC 04 Rheinhausen            | 30  | 22 | 2 | 6  | 0951:8740 | 0+77  | 46:14 |
| 02. | VfL Eintracht Hagen           | 30  | 21 | 2 | 7  | 0988:8500 | +138  | 44:16 |
| 03. | TuS Wermelskirchen            | 30  | 20 | 4 | 6  | 0884:8100 | 0+74  | 44:16 |
| 04. | SG Schalksmühle-Halver (N)    | 30  | 18 | 1 | 11 | 0952:9180 | 0+34  | 37:23 |
| 05. | TSG Altenhagen-Heepen (N)     | 30  | 18 | 1 | 11 | 0921:8900 | 0+31  | 37:23 |
| 06. | LIT Nordhemmern/Mindenerwald  | 30  | 17 | 0 | 13 | 0969:9440 | 0+25  | 34:26 |
| 07. | TuS Ferndorf                  | 30  | 15 | 3 | 12 | 1047:9790 | 0+68  | 33:27 |
| 08. | SC Bayer 05 Uerdingen         | 30  | 13 | 4 | 13 | 0891:8810 | 0+10  | 30:30 |
| 09. | TuS Spenge                    | 30  | 14 | 1 | 15 | 0879:8530 | 0+26  | 29:31 |
| 10. | TSV GWD Minden II             | 30  | 14 | 1 | 15 | 0888:8820 | 0+6   | 29:31 |
| 11. | HSG Handball Lemgo II         | 30  | 13 | 2 | 15 | 0879:9000 | 0−21  | 28:32 |
| 12. | Soester TV                    | 30  | 12 | 3 | 15 | 0982:9670 | 0+15  | 27:33 |
| 13. | Ibbenbürener Spvg             | 30  | 10 | 2 | 18 | 0964:1023 | 0−59  | 22:38 |
| 14. | HSG Rheinbach-Wormersdorf (N) | 30  | 6  | 4 | 20 | 0764:8420 | 0−78  | 16:44 |
| 15. | HSG Bergische Panther (N)     | 30  | 6  | 2 | 22 | 0855:1043 | −188  | 14:46 |
| 16. | TSV Dormagen II               | 30  | 4  | 2 | 24 | 0905:1063 | −158  | 10:50 |

| Legende | Legende                            |
| ------- | ---------------------------------- |
|         | Aufsteiger in die 2. Bundesliga    |
|         | Qualifikation für die neue 3. Liga |
|         | Absteiger in die Oberliga          |
| (N)     | Aufsteiger aus der Oberliga        |

## Regionalliga Südwest
Die Regionalliga Südwest wurde vom Südwestdeutschen Handballverband organisiert und umfasste somit Vereine aus den Bundesländern Saarland, Hessen, Thüringen und Rheinland-Pfalz. Sie begann am 5. September 2009 und endete am 16. Mai 2010.
Im Gegensatz zur Vorsaison spielten 3 neue Vereine in der Regionalliga Südwest: VTV Mundenheim (Rheinland-Pfalz), HSV 1990 Apolda (Thüringen) und GSV Eintracht Baunatal (Hessen).
Der TV Groß-Umstadt stieg als Meister in die 2. Bundesliga auf. Neben den Plätzen 2–10 der Regionalliga Südwest qualifizierten sich noch zwei weitere Vereine aus dem Verbandsgebiet. Die Meister der Oberliga Hessen (HSG Nieder-Roden) und der Oberliga Rheinland-Pfalz/Saar (TV Vallendar) stiegen direkt in die 3. Liga auf, während der Meister aus Thüringen (SV Hermsdorf) auf die Relegationsrunde mit den Meistern aus Sachsen und Sachsen-Anhalt verzichtete.

### Tabelle
| Pl. | Verein                     | Sp. | S  | U | N  | Tore      | Diff. | Pkt.  |
| --- | -------------------------- | --- | -- | - | -- | --------- | ----- | ----- |
| 01. | TV Groß-Umstadt            | 30  | 26 | 0 | 4  | 0872:7160 | +156  | 52:80 |
| 02. | HSG Gensungen/Felsberg     | 30  | 23 | 2 | 5  | 0954:8000 | +154  | 48:12 |
| 03. | TV Hochdorf                | 30  | 22 | 3 | 5  | 0929:7970 | +132  | 47:13 |
| 04. | GSV Eintracht Baunatal (N) | 30  | 18 | 2 | 10 | 0904:8420 | 0+62  | 38:22 |
| 05. | TV Gelnhausen              | 30  | 18 | 1 | 11 | 0842:7780 | 0+64  | 37:23 |
| 06. | TSG Haßloch                | 30  | 16 | 4 | 10 | 917:851   | +66   | 36:24 |
| 07. | TV Kirchzell               | 30  | 16 | 2 | 12 | 0861:8440 | 0+17  | 34:26 |
| 08. | SVH Kassel                 | 30  | 14 | 4 | 12 | 0885:8520 | 0+33  | 32:28 |
| 09. | HSG Pohlheim               | 30  | 14 | 1 | 15 | 0868:8710 | 0−3   | 29:31 |
| 10. | VTV Mundenheim (N)         | 30  | 12 | 4 | 14 | 0858:8760 | 0−18  | 28:32 |
| 11. | HSV Bad Blankenburg        | 30  | 11 | 1 | 18 | 0916:9820 | 0−66  | 23:37 |
| 12. | TV Nieder-Olm              | 30  | 10 | 1 | 19 | 0857:9390 | 0−82  | 21:39 |
| 13. | MSG HF Untere Saar         | 30  | 9  | 1 | 20 | 0838:9090 | 0−71  | 19:41 |
| 14. | VTZ Saarpfalz              | 30  | 8  | 1 | 21 | 0850:9430 | 0−93  | 17:43 |
| 15. | DJK SF Budenheim           | 30  | 5  | 1 | 24 | 0879:1017 | −138  | 11:49 |
| 16. | HSV 1990 Apolda (N)        | 30  | 3  | 2 | 25 | 0730:9430 | −213  | 08:52 |

| Legende | Legende                            |
| ------- | ---------------------------------- |
|         | Aufsteiger in die 2. Bundesliga    |
|         | Qualifikation für die neue 3. Liga |
|         | Absteiger in die Oberliga          |
| (N)     | Aufsteiger aus der Oberliga        |

## Regionalliga Süd
Die Regionalliga Süd wurde auch 2009/2010 vom Süddeutschen Handballverband ausgerichtet. Dadurch spielten hauptsächlich Vereine aus den Bundesländern Sachsen, Baden-Württemberg und Bayern in der Regionalliga Süd. Die Saison begann am 12. September 2009.
Neben dem Absteiger HG Oftersheim/Schwetzingen gibt es 4 reguläre Aufsteiger in die Handball-Regionalliga Süd 2009/2010: Aus der Oberliga Baden-Württemberg stiegen die SG Leutershausen und HBW Balingen/Weilstetten II auf, aus Sachsen die SG LVB Leipzig und aus Bayern die SG DJK Rimpar.
Die SG H2Ku Herrenberg wurde Meister und stieg in die 2. Bundesliga auf. Aus dem Gebiet der Handball-Regionalliga Süd qualifizierten sich neben den Plätzen 2–10 der Regionalliga Süd noch vier Vereine aus den Oberligen. Der Meister (TVG Großsachsen) und der Vizemeister (SG Pforzheim/Eutingen) der Oberliga Baden-Württemberg und der Meister der Oberliga Bayern (TuS Fürstenfeldbruck) stiegen direkt in die 3. Liga auf, während sich der Meister der Oberliga Sachsen (SC DHfK Leipzig) in der Relegation durchsetzte.

### Tabelle
Hauptartikel: Handball-Regionalliga Süd 2009/10
| Pl. | Verein                          | Sp. | S  | U | N  | Tore    | Diff. | Pkt.  |
| --- | ------------------------------- | --- | -- | - | -- | ------- | ----- | ----- |
| 01. | SG H2Ku Herrenberg              | 30  | 21 | 1 | 8  | 932:855 | 0+77  | 43:17 |
| 02. | TSB Horkheim                    | 30  | 21 | 1 | 8  | 852:796 | 0+56  | 43:17 |
| 03. | SG Leutershausen (N)            | 30  | 19 | 1 | 10 | 906:844 | 0+62  | 39:21 |
| 04. | HSG Konstanz                    | 30  | 18 | 1 | 11 | 899:833 | 0+66  | 37:23 |
| 05. | TSG Söflingen                   | 30  | 17 | 2 | 11 | 845:806 | 0+39  | 36:24 |
| 06. | HBW Balingen-Weilstetten II (N) | 30  | 17 | 2 | 11 | 864:853 | 0+11  | 36:24 |
| 07. | ESV Lokomotive Pirna            | 30  | 15 | 3 | 12 | 903:883 | 0+20  | 33:27 |
| 08. | TSV Friedberg                   | 30  | 15 | 3 | 12 | 896:887 | 0+9   | 33:27 |
| 09. | SG Köndringen/Teningen          | 30  | 14 | 4 | 12 | 868:833 | 0+35  | 32:28 |
| 10. | HSC Bad Neustadt                | 30  | 14 | 3 | 13 | 859:843 | 0+16  | 31:29 |
| 11. | SG Kronau/Östringen II          | 30  | 13 | 2 | 15 | 887:890 | 0−3   | 28:32 |
| 12. | SG DJK Rimpar (N)               | 30  | 9  | 4 | 17 | 759:806 | 0−47  | 22:38 |
| 13. | SG LVB Leipzig (N)              | 30  | 8  | 2 | 20 | 836:915 | 0−79  | 18:42 |
| 14. | HG Oftersheim/Schwetzingen (A)  | 30  | 8  | 1 | 21 | 744:825 | 0−81  | 17:43 |
| 15. | TSV Neuhausen                   | 30  | 7  | 2 | 21 | 872:940 | 0−68  | 16:44 |
| 16. | TSV Deizisau                    | 30  | 6  | 4 | 20 | 855:968 | −113  | 16:44 |

| Legende | Legende                            |
| ------- | ---------------------------------- |
|         | Aufsteiger in die 2. Bundesliga    |
|         | Qualifikation für die neue 3. Liga |
|         | Absteiger in die Oberliga          |
| (A)     | Absteiger aus der 2. Bundesliga    |
| (N)     | Aufsteiger aus der Oberliga        |

## Qualifikation für die 3. Liga
Neben den Plätzen 2–10 jeder Regionalliga qualifizierten sich die Meister der Oberligen Nordsee, Niedersachsen, Rheinland-Pfalz/Saar, Hessen, Westfalen, Bayern und Meister und Vizemeister der Oberliga Baden-Württemberg für die 3. Liga.
Die restlichen 4 Aufsteiger wurden in Relegationsspielen ermittelt:

### Schleswig-Holstein/Hamburg
Die Meister bzw. die Aufstiegsberechtigten aus den Oberligen Schleswig-Holstein und Hamburg ermittelten in Hin- und Rückspiel den Aufsteiger in die 3. Liga. Nach dieser Saison wurden die beiden Oberligen zusammengelegt und haben damit einen direkten Aufsteiger.
| Datum      | Heimmannschaft                           | Gastmannschaft                           | Ergebnis |
| ---------- | ---------------------------------------- | ---------------------------------------- | -------- |
| 08.05.2010 | SV Henstedt-Ulzburg (Schleswig-Holstein) | SG Hamburg-Nord (Hamburg)                | 35 : 22  |
| 15.05.2010 | SG Hamburg-Nord (Hamburg)                | SV Henstedt-Ulzburg (Schleswig-Holstein) | 29 : 32  |

### Niederrhein/Mittelrhein
Die Meister bzw. die Aufstiegsberechtigten aus den Oberligen Mittelrhein und Niederrhein ermittelten in Hin- und Rückspiel den Aufsteiger in die 3. Liga. Da die beiden Oberligen auf eine Zusammenlegung verzichteten, wird in den nächsten Jahren weiterhin so verfahren, dass es Relegationsspiele um den Aufstieg geben wird.
| Datum      | Heimmannschaft               | Gastmannschaft               | Ergebnis |
| ---------- | ---------------------------- | ---------------------------- | -------- |
| 15.05.2010 | TV Aldekerk 07 (Niederrhein) | Weidener TV (Mittelrhein)    | 33 : 25  |
| 23.05.2010 | Weidener TV (Mittelrhein)    | TV Aldekerk 07 (Niederrhein) | 32 : 32  |

### Mecklenburg-Vorpommern/Berlin/Brandenburg
Die Meister bzw. die Aufstiegsberechtigten aus den Oberligen Mecklenburg-Vorpommern und Berlin/Brandenburg ermittelten in Hin- und Rückspiel den Aufsteiger in die 3. Liga. Nach dieser Saison wurden die beiden Oberligen zu einer Oberliga Ostsee-Spree zusammengelegt und haben damit einen direkten Aufsteiger.
| Datum      | Heimmannschaft                          | Gastmannschaft                          | Ergebnis |
| ---------- | --------------------------------------- | --------------------------------------- | -------- |
| 30.05.2010 | HC Neuruppin (Berlin/Brandenburg)       | Stralsunder HV (Mecklenburg-Vorpommern) | 27 : 28  |
| 05.06.2010 | Stralsunder HV (Mecklenburg-Vorpommern) | HC Neuruppin (Berlin/Brandenburg)       | 29 : 26  |

### Sachsen/Sachsen-Anhalt/Thüringen
Die Meister der Oberligen Sachsen, Sachsen-Anhalt und Thüringen spielten in einer Relegationsrunde einen freien Platz für die 3. Liga aus. Die beiden Verlierer der Relegationsrunde wurden in die neue Oberliga Mitteldeutschland eingegliedert.
Der SV Hermsdorf (Thüringen) verzichtete auf den Aufstieg. Der Gewinner beider Spiele qualifizierte sich somit für die 3. Liga.
| Datum      | Heimmannschaft                      | Gastmannschaft                      | Ergebnis |
| ---------- | ----------------------------------- | ----------------------------------- | -------- |
| 08.05.2010 | SV Oebisfelde 1895 (Sachsen-Anhalt) | SC DHfK Leipzig (Sachsen)           | 30 : 27  |
| 09.05.2010 | SC DHfK Leipzig (Sachsen)           | SV Oebisfelde 1895 (Sachsen-Anhalt) | 26 : 20  |